# ترک‌های قبرس
ترک‌های قبرس (ترکی استانبولی: Kıbrıs Türkleri) یک گروه ترک‌تبار که در بخش شمالی جزیره قبرس موسوم به جمهوری ترک قبرس شمالی زندگی می‌کنند.

## تاریخ و سیاست
ترک‌های قبرس گروه قومیتی از شاخهٔ ترک‌های آغوز با منشأ قبرسی که پس از تسلط امپراتوری عثمانی در جزیره قبرس به سال ۱۵۷۱، حدود ۳۰٬۰۰۰ سرباز ترک در این کشور سکونت گزیدند با ورود ترک‌ها بسیاری از ساکنان جزیره توسط عثمانی‌ها به دین اسلام گرویدند. با این حال؛ ورود مسلمان ترک به قبرس تا پایان دوران سلطه امپراتوری عثمانی ادامه داشت. گویش به زبان ترکی از جمله شاخص‌های مهم ترک‌ها به‌شمار می‌رفت، که اکثریت آنان ترک‌زبان بودند یا پس‌زمینه ترکی داشتند. که ترک‌های امروزی در قبرس میراث آنان می‌باشند.
در ۱۶ اوت سال ۱۹۶۰ کشور جزیره قبرس مستقل شد و اعلام استقلال کرد، جمهوری قبرس، با تقسیم قدرت میان این دو جامعه یونانی و ترک تحت موافقت نامه‌های زوریخ در سال ۱۹۶۰، با نظارت بریتانیا، یونان و ترکیه تضمین و قرار بر این شد که رئیس‌جمهور از میان یونانی‌ها و معاون رئیس‌جمهور از میان ترک‌ها انتخاب شود. به دنبال این توافقنامه اسقف ماکاریوس سوم به عنوان رئیس‌جمهور توسط قبرسی‌های یونانی و دکتر فاضل کوچوک نیز به عنوان معاون رئیس‌جمهور از جانب قبرسی‌های ترک انتخاب شد. در دسامبر ۱۹۶۳ رویدادهایی که از آن به عنوان کریسمس خونین (به ترکی:kanli noel) یاد می‌شود اتفاق افتاد. با آغاز عملیات نظامی یونانی‌های این جزیره، ترک‌های قبرس کشور را ترک کردند و این سرآغاز درگیری‌های قومی میان ترک‌ها و یونانی‌ها در این جزیره بود که برای ۱۱ سال ادامه پیدا کرد. در این درگیری‌ها طرف ترک تلفات سنگین‌تری را متحمل شد و حدود ۲۵ هزار نفر که یک پنجم جمعیت ترک‌ها را شامل می‌شد آواره شدند. این افراد در حدود ۱۰ سال تا پیش از حمله سال ۱۹۷۴ ترکیه به جزیره قبرس به صورت پناهنده زندگی می‌کردند. تا اواخر سال ۱۹۶۰ تنش ادامه پیدا کرد و در طی این مدت حدود ۶۰ هزار نفر از ترک‌های قبرسی مجبور به ترک خانه‌های خود و مهاجرت به کشورهای دیگر شدند. این منجر به خروج ترک‌های قبرس و مهاجرت بیشتر آنان به بریتانیا و بقیه به ترکیه، آمریکای شمالی و استرالیا شد. به دلیل کشتار و اخراج ترک‌ها، ارتش ترکیه با تجاوز نظامی به قبرس در سال ۱۹۷۴، بخش شمالی جزیره قبرس را در اختیار گرفتند و در سال ۱۹۸۳ میلادی با تشکیل دولت جمهوری ترک قبرس شمالی اعلام استقلال کردند؛ که هیچ کشوری جزء ترکیه قبرس شمالی را به رسمیت نشناخته‌است. اما رأی مثبت (۶۵٪) مردم بخش ترک‌نشین قبرس به طرح صلح کوفی عنان دبیرکل سابق سازمان ملل در همه پرسی سال ۲۰۰۴و رأی منفی (۷۶٪) مردم بخش یونانی‌نشین به همین طرح، در تحریم جهانی علیه بخش ترک‌نشین قبرس شکاف ایجاد کرد و موقعیت این بخش ترک‌نشین را در عرصه بین‌المللی بهبود بخشید.

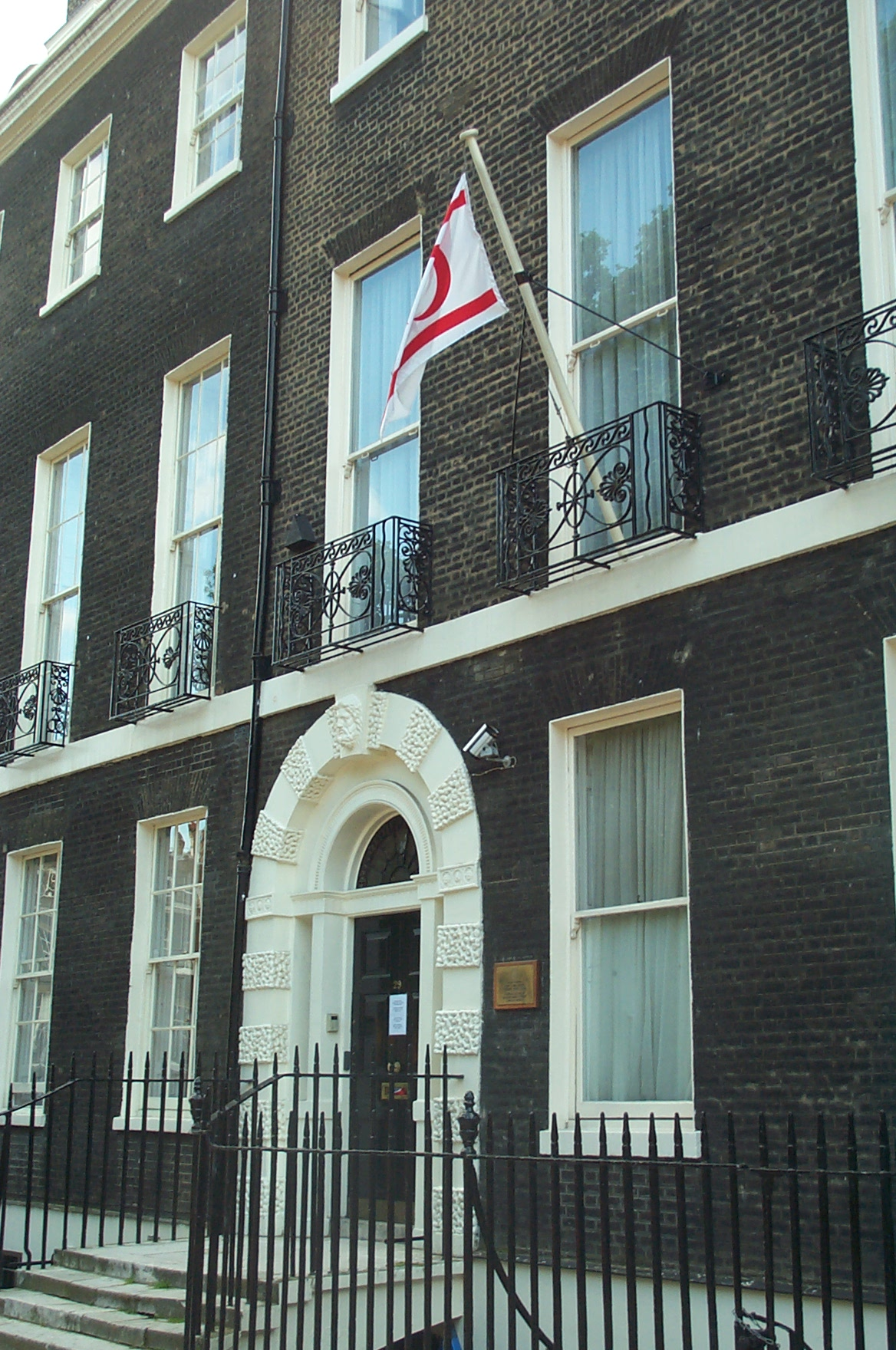
دفتر نمایندگی جمهوری ترک قبرس شمالی در لندن

پس از آن دفاتر نمایندگی جمهوری ترک قبرس شمالی در ۱۳ کشور دیگر به جزء ترکیه از قاره اروپا، آسیا و آمریکا در زمینه امور تجاری و خدماتی با دفاتر نمایندگی فعال شد.

## فرهنگ
قبرسی‌های ترک، خود را به عنوان مسلمانان سکولار در نظر گرفته‌اند و خود را مفتخر به میراث امپراطوری عثمانی می‌دانند. و ارتباط فرهنگی عمیقی با کشور ترکیه دارند. و بر هویت زبانی و قومی خود با ترکیه تأکید می‌کنند. اما همچنین با قبرسی‌های یونانی نیز تشابهاتی دارند. فرهنگ آن‌ها به شدت بر روی روابط خانوادگی مربوط به پدر و مادر، خواهر و برادر، و اقوام و نیز بر کمک به افراد نیازمند تأکید دارد. بنابراین، بسیاری زندگی خود را حول محور فعالیت‌های اجتماعی، و خوردن غذا که یکی از ویژگی‌های اصلی گردهمایی است. رقص ترکی قبرس، فولکلور، موسیقی، و هنر نیز بخش جدایی ناپذیر از فرهنگ قبرسی‌های ترک به‌شمار می‌رود در کتابخانه ملی قبرس شمالی نیز بیش از ۲۲۹٫۶۲۶ کتاب موجود می‌باشد.

## زبان
ورود زبان ترکی استانبولی به قبرس به دوران سلطه امپراطوری عثمانی به سال ۱۵۷۱ میلادی برمی‌گردد در آن دوره و نیز پس از عثمانی، زبان ترکی مردم قبرس نسبتاً از زبان ترکی استاندارد ترکیه جدا شد.. دلیل عمده همزیستی ترک‌ها با یونانی‌ها بود که می‌طلبید ترک‌ها و یونانی‌ها به زبان همدیگر آشنایی پیدا کنند که به مراتب در گویش ترکی مردم ترک قبرس تأثیرات زیادی از زبان قبرسی یونانی گرفت. زبان رسمی مردم ترک قبرس در جمهوری ترک قبرس شمالی بعد از جداشدن از قبرس، ترکی استانبولی است، و تمامی رسانه‌ها، آموزش و پرورش به این زبان صورت می‌گیرد. اگر چه بسیاری از قبرسی‌های ترک از استاندارد زبانی ترکیه و همچنین، آن‌ها به‌طور کلی خود را در زمینه‌های گوناگون برای تأیید هویت از زبان ترکی استفاده و انتخاب می‌کنند. اغلب تفاوت زبان ترکی استانبولی با زبان ترکی قبرسی در تلفظ هستند.

## دین
| دین ترک‌های قبرس | دین ترک‌های قبرس | دین ترک‌های قبرس | دین ترک‌های قبرس | دین ترک‌های قبرس |
| --------------- | --------------- | --------------- | --------------- | --------------- |
| دین             | دین             |                 | درصد            | درصد            |
| اسلام           | اسلام           |                 | ۹۹٪             | ۹۹٪             |

تمامی ترک‌های قبرس را مسلمانان سنی مذهب تشکیل می‌دهند که این ترکیب در موطن خود قبرس شمالی با ترکیب دینی ۹۸٫۷۱٪-۹۹٪ را شامل می‌شود.

## جمعیت

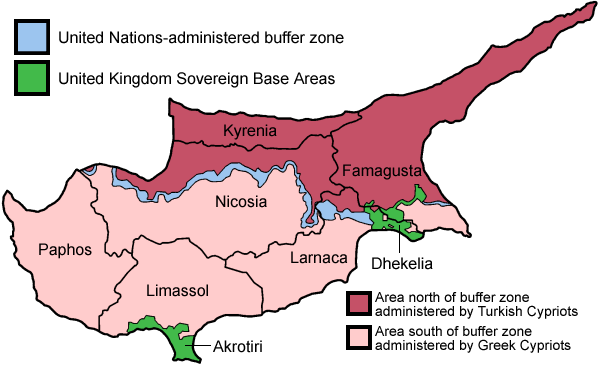
مناطق شمالی (قرمز رنگ) جزیره قبرس توسط قبرسی‌های ترک اداره می‌شود.

با توجه به سرشماری ۲۰۰۶ میلادی، ۱۴۵٬۴۴۳ نفر از اهالی قبرس، از قبرسی‌های ترک هستند و در حال حاضر اکثریت قاطع آنان در قبرس شمالی زندگی می‌کنند.
| محل تولد                                     | جمعیت ترک‌های متولد در قبرس و ترک‌های دارنده اقامت دائم جمهوری ترک قبرس شمالی (آمار ۲۰۰۶) | مرد    | زن     |
| -------------------------------------------- | --------------------------------------------------------------------------------------- | ------ | ------ |
| قبرس شمالی                                   | ۱۱۲٬۵۳۴                                                                                 | ۵۶٬۳۳۲ | ۵۶٬۲۰۲ |
| لفکوشا (نیکوزیای شمالی)                      | ۵۴٬۰۷۷                                                                                  | ۲۷٬۰۴۳ | ۲۷٬۰۳۴ |
| غازی ماغوسا (فاماگوستا)                      | ۳۲٬۲۶۴                                                                                  | ۱۶٬۱۵۱ | ۱۶٬۱۱۳ |
| گیرنه (کایرنیا)                              | ۱۰٬۱۷۸                                                                                  | ۵٬۱۶۸  | ۵٬۰۱۰  |
| گوزلیارت (مورفو)                             | ۱۰٬۲۴۱                                                                                  | ۵٬۰۱۳  | ۵٬۲۲۸  |
| اسکله                                        | ۴٬۶۱۷                                                                                   | ۲٬۳۵۶  | ۲٬۲۶۱  |
| ناحیه نشان داده نمی‌شود                       | ۱٬۱۵۷                                                                                   | ۶۰۱    | ۵۵۶    |
| قبرس جنوبی                                   | ۳۲٬۵۳۸                                                                                  | ۱۵٬۴۱۱ | ۱۷ ۱۲۷ |
| نیکوزیا (نیکوزیا)                            | ۳٬۵۴۴                                                                                   | ۱٬۶۴۶  | ۱٬۸۹۸  |
| فاماگوستا (فاماگوستا)                        | ۱٬۳۰۷                                                                                   | ۵۹۸    | ۷۰۹    |
| لارناکا (لارناکا)                            | ۶٬۴۹۲                                                                                   | ۳٬۰۳۱  | ۳٬۴۶۱  |
| لیماسول (لیماسول)                            | ۹٬۰۶۷                                                                                   | ۴٬۳۱۴  | ۴٬۷۵۳  |
| پافوس (پافوس)                                | ۱۱٬۹۵۵                                                                                  | ۵٬۷۵۰  | ۶٬۲۰۵  |
| ناحیه نشان داده نمی‌شود                       | ۱۷۳                                                                                     | ۷۲     | ۱۰۱    |
| قبرس - منطقه شمالی یا جنوبی نشان داده نمی‌شود | ۳۷۱                                                                                     | ۱۷۸    | ۱۹۳    |
| مجموع                                        | ۱۴۵٬۴۴۳                                                                                 | ۷۱٬۹۲۱ | ۷۳٬۵۲۲ |

## جمعیت خارج‌نشین

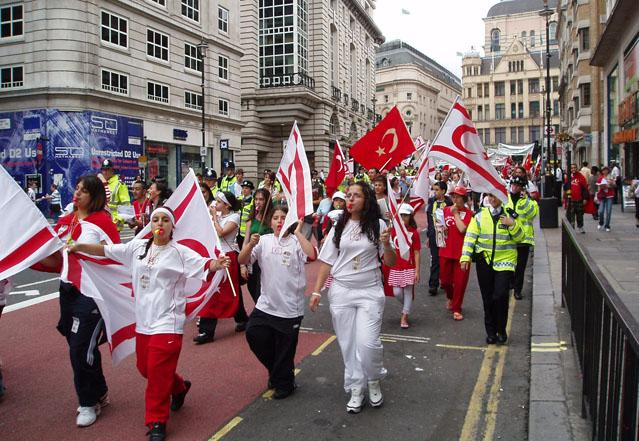
راهپیمایی ترک‌های بریتانیا در لندن

در طول قرن نوزدهم و بیستم به جهت اخراج ترک‌ها از قبرس، مسائل سیاسی و اقتصادی ترک‌ها، جمعیت قابل توجه‌ای از ترک‌های قبرس از این جزیره به‌طور عمده به بریتانیا، استرالیا، و ترکیه مهاجرت کردند. وزارت امور خارجه ایالات متحده آمریکا در سال ۲۰۰۱ میلادی، مهاجران ترک قبرسی را در ترکیه ۵۰۰٬۰۰۰ نفر، بریتانیا ۲۰۰٬۰۰۰ نفر، استرالیا ۴۰٬۰۰۰ نفر، آمریکای شمالی حدود ۱۰٬۰۰۰ نفر و ۵٬۰۰۰ نفر در سایر کشورها عمدتاً آلمان زندگی می‌کردند، اعلام کرده‌است.
براساس آخرین برآرود دولت بریتانیا، در حال حاضر ۳۰۰٬۰۰۰ قبرسی‌های ترک در انگلستان سکونت دارند. در حالی که به قبرسی‌های ترک خود ادعا می‌کنند که جامعه ترک‌های بریتانیا به ۴۰۰٬۰۰۰ رسیده است. علاوه بر این، برآوردهای اخیر نشان می‌دهد که بین ۶۰٬۰۰۰–۱۲۰٬۰۰۰ قبرسی ترک در استرالیا ۵٬۰۰۰، ایالات متحده، ۲٬۰۰۰ در آلمان، ۱٬۸۰۰ در کانادا، ۱٬۶۰۰ نیوزیلند، و یک جامعه کوچک در آفریقای جنوبی زندگی می‌کنند.

## سرشناسان
سیاست‌مداران
- فاضل کوچوک (معاون رئیس‌جمهور قبرس)
- رئوف دنکتاش
- محمد علی طلعت
- درویش اروغلو
- ایرسن کوچوک
- حسن بوزر
- مصطفی یکتااوغلو
- جمال متین بولوتوغلولاری

ورزشکاران
- فاتح تریم
- لئون عثمان (بازیکن فوتبال اورتون)
- کمال الزت (بازیکن فوتبال کولچستر یونایتد)
- موزای الزت (بازیکن فوتبال سابق چلسی)
- آدام بوت (بوکسور)
- ملیز ردیف (قهرمان دوی ۴*۴۰۰ متر اروپا)
- بیلی محمد (بازیکن فوتبال بانکوک گلاس)
- کولین کاظم ریچاردز (بازیکن فوتبال گالاتاسرای)
- فاطمه وداد قهرمان جهان/نائب‌قهرمان و مقام سوم المپیک در دو و میدانی

هنرمندان
- تریسی امین
- عثمان تورکای
- اُکان آرسان
- ارول آرکان
- فری کانسل
- نیل بوراک
- نشه یاشین
- خلیل اُزشان
- هالدون دارمن
- متین حسین
- حسین چالایان
- عصمت گونی
- زینب سالی
- زکی آلاسیا
- وامیک ولکان
- تامر حسن

سرمایه‌داران
- سوآت گوسل
- اصیل نادر